# Legionsbrücke (Hannover)
Die Legionsbrücke in Hannover ist eine den 1930er Jahren entstandene Straßenbrücke über die Ihme. Sie verbindet die Lavesallee am Waterlooplatz im hannoverschen Stadtteil Calenberger Neustadt mit der Ritter-Brüning-Straße in Linden-Süd.

## Geschichte und Beschreibung
Die Legionsbrücke wurde ursprünglich in der Zeit des Nationalsozialismus ab dem Jahr 1936 errichtet durch den Ingenieur und städtischen Baurat Karl Schwien. Das von diesem anfangs Ihmebrücke I genannte Bauwerk verband die höchsten Scheitelpunkte der beiden zum Schutz vor Hochwasser längs der Ihme errichteten Deiche. Die Brücke gliederte Schwien in eine Mittelöffnung und zwei Seitenöffnungen, indem er zwischen den Deichkronen an jedem Flussufer einen Pfeiler setzte.
Mit den Überbauten von der Firma Louis Eilers Stahlbau schuf der Ingenieur in einer Bauzeit von 16 Monaten eine 26 Meter breite und 91 Meter lange Brücke mit unterschiedlichen Belägen für Fußgänger, Fahrradfahrer und Automobile sowie zwei Gleisen in der Brückenmitte für die hannoversche Straßenbahn.

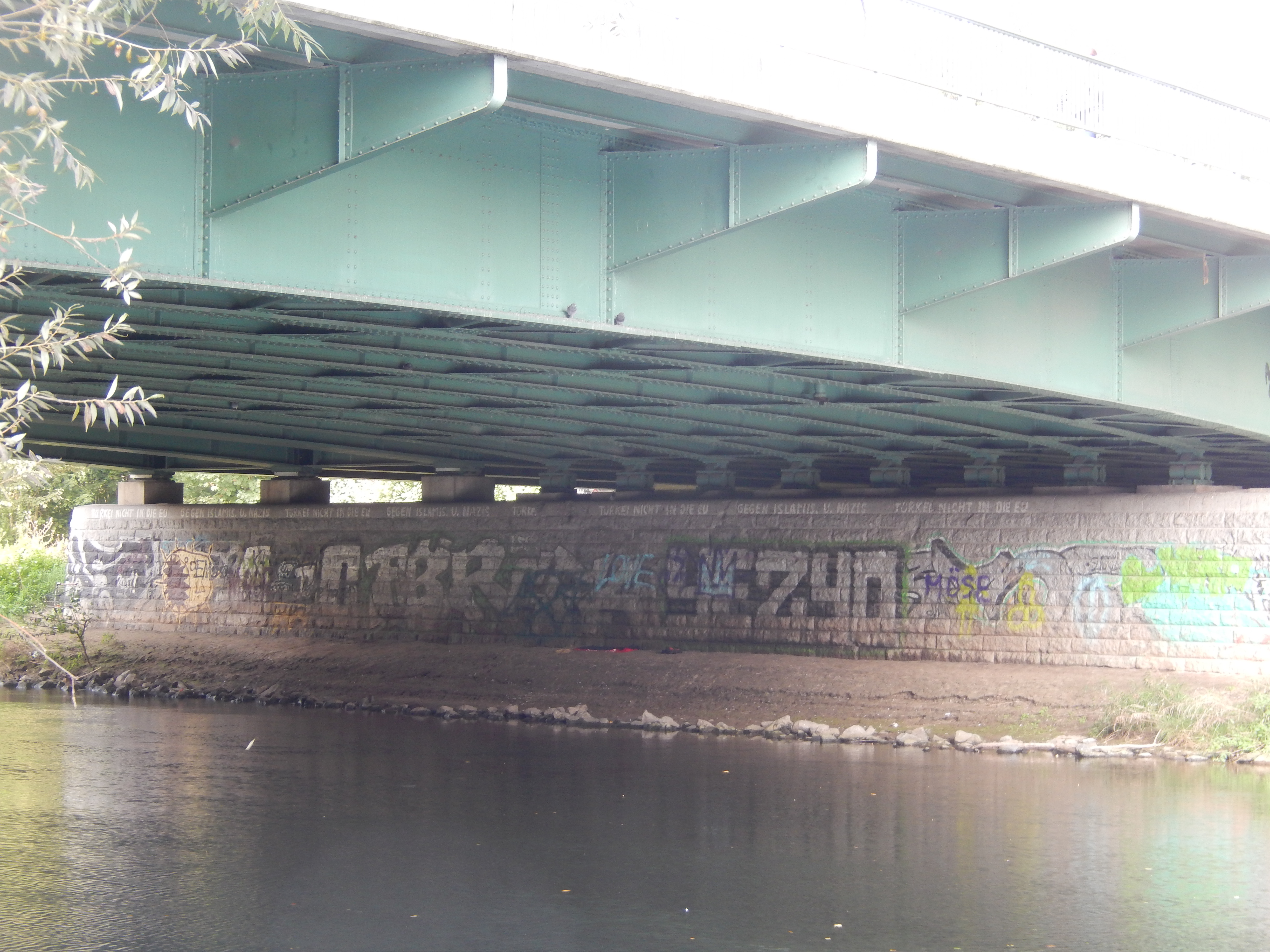
Südlicher, älterer Teil der Brücke

Das von dem städtischen Baurat und Brückenbau-Ingenieur Karl Schwien anfangs nur Ihmebrücke I genannte Bauwerk wurde am 10. Januar 1938 in Betrieb genommen und erhielt den offiziellen Namen „Waterloobrücke“ nach der am 18. Juni 1815 geschlagenen Schlacht bei Waterloo.
Mitten im Zweiten Weltkrieg wurde die Waterloobrücke im Jahr 1942 umbenannt in „Heydrichbrücke“ nach dem im selben Jahr ermordeten Holocaust-Organisator und SS-Führer Reinhard Heydrich. Kurz nach dem Kriegsende 1945 erhielt die Brücke mit Genehmigung der Britischen Militärbehörden ihren heutigen Namen „Legionsbrücke“ zur Erinnerung an die seinerzeit gegen die Truppen des französischen Usurpators Napoleon Bonaparte kämpfende Königlich Deutsche Legion („King's German Legion“) in britischen Diensten.
Nach bauseitiger Realisierung von Umbau- und Erweiterungsplänen ab Mitte der 1990er Jahre im Auftrag des Tiefbauamtes der Landeshauptstadt Hannover konnte im Jahr 1999 noch vor der Weltausstellung Expo 2000 eine weitere unterirdische Tunnelausfahrt vom Waterlooplatz aus in Betrieb genommen werden: Nachdem die Stadtbahn in Richtung Ricklingen über mehrere Jahre bis Mai 1999 auf der Line A-West den Umweg über die Rampe in der Gustav-Bratke-Allee nehmen musste, konnte nun direkt vom Waterlooplatz die Haltestelle „Krankenhaus Siloah“ angefahren werden.